# 岛叶
岛叶（Insula）是大脑皮质的一部分。它是向内凹陷的皮层区域，被包埋在外侧裂之内，无法直接从完整的脑的外部观察到。它与额叶，颞叶和顶叶的皮层相连通。额叶，颞叶和顶叶在面向外侧裂，与岛叶相邻的部分叫做“岛盖”（Operculum）。岛叶有时也被称为“赖耳岛”（Island of Reil）。
一些学者将岛叶看作大脑皮质和端脑独立的一个区域，与额叶，颞叶等并列；另外一些学者将岛叶视为颞叶的一部分。根据一些观点，岛叶是脑的边缘系统的一部分。

## 功能

### 成瘾功能
一些神经功能成像研究发现，当上瘾者接触到触发瘾頭的因素时，岛叶被激活。这类发现涵盖可卡因，酒精，鴉片類藥物以及尼古丁等上瘾物质。虽然如此，上瘾研究界倾向于忽视岛叶在上瘾中的作用，这可能是由于岛叶没有被发现直接接受多巴胺输入。多巴胺，作为脑的奖赏系统的主要神经递质，是目前上瘾理论的核心。岛叶监视机体饥饿以及对其它事物的渴望，并协助将这些渴望转化为取得满足（例如三明治，香烟或者可卡因）的行为。

## 更多图片

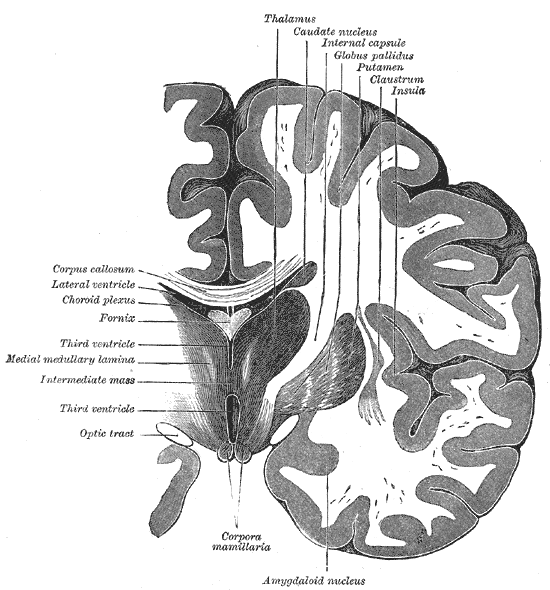
经过第三脑室的冠状切面。
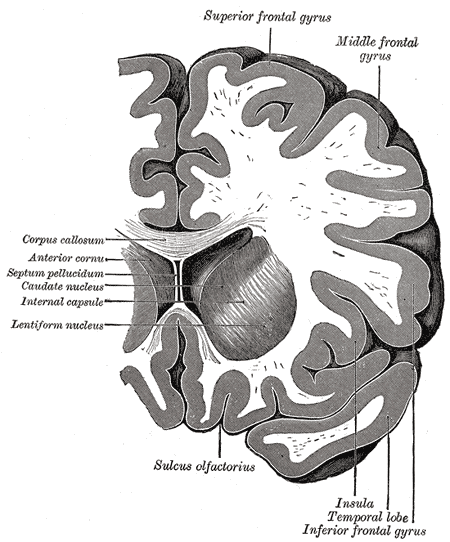
经过侧脑室前角的冠状切面。
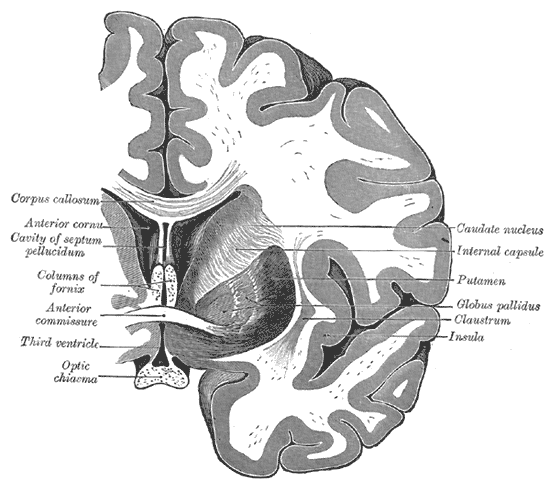
经过前联合的冠状切面。
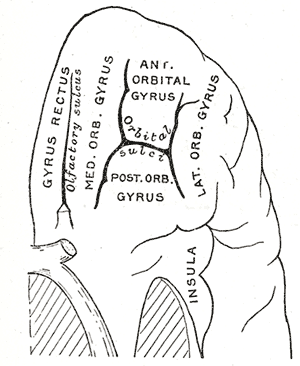
左侧额叶的眶面。
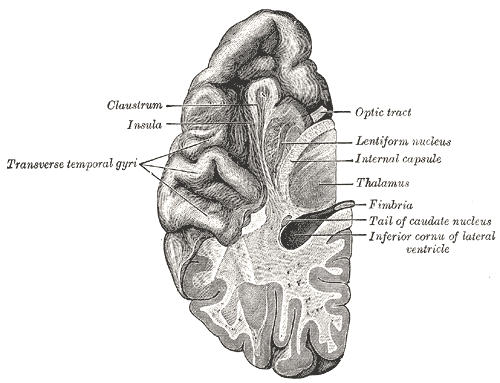
脑的一个切面，显示颞叶的背侧表面。
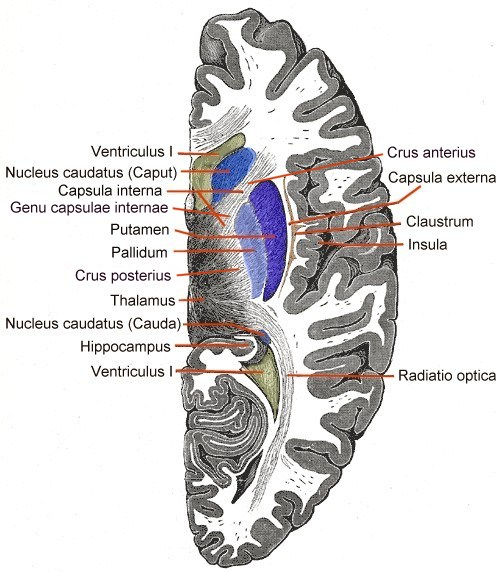
右侧脑的水平切面。
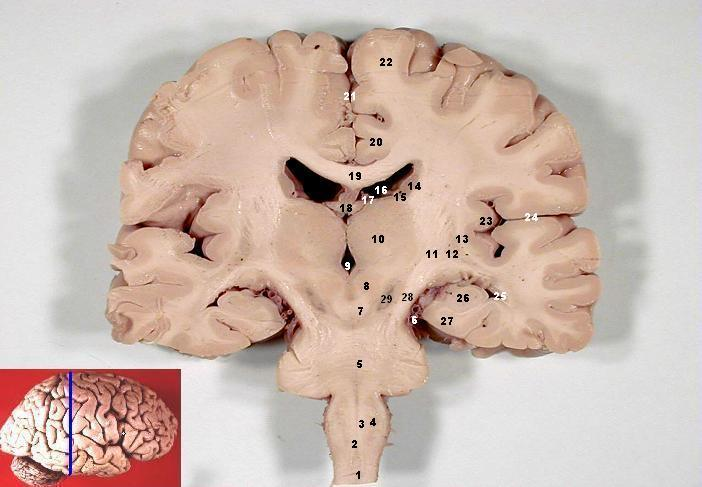
人脑标本的冠状切面
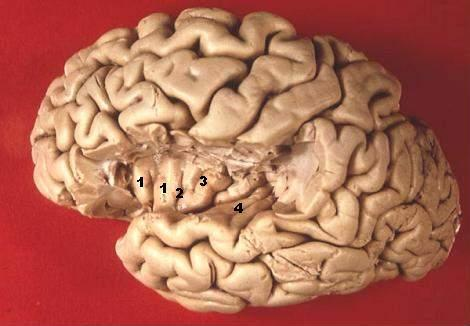
人脑岛叶的沟回结构，顶叶和额叶的岛盖被移除。